# Wijken en buurten in de voormalige gemeente Reiderland
De Nederlandse gemeente Reiderland werd tot herindeling van 1 januari 2010, voor statistische doeleinden onderverdeeld in wijken en buurten. Per 1 januari 2010 maakt de gemeente Reiderland deel uit van de gemeente Oldambt.
De gemeente werd verdeeld in de volgende statistische wijken:
- Wijk 01 Finsterwolde (CBS-wijkcode:166101)
- Wijk 02 Drieborg (CBS-wijkcode:166102)
- Wijk 03 Beerta (CBS-wijkcode:166103)
- Wijk 04 Nieuw-Beerta (CBS-wijkcode:166104)
- Wijk 05 Bad Nieuweschans (CBS-wijkcode:166105)

Een statistische wijk kan bestaan uit meerdere buurten. Onderstaande tabel geeft de buurtindeling met kentallen volgens het Centraal Bureau voor de Statistiek (2008):
| CBS-buurtcode | Buurtnaam                      | Inwonertal | Opp. totaal (ha) | Opp. land (ha) | Ligging                |
| ------------- | ------------------------------ | ---------- | ---------------- | -------------- | ---------------------- |
| BU16610110    | Finsterwolde-Centrum           | 800        | 93               | 93             | Locatie in de gemeente |
| BU16610120    | Finsterwolde Hardenberg        | 480        | 74               | 74             | Locatie in de gemeente |
| BU16610130    | Finsterwolde nieuwbouw         | 450        | 27               | 27             | Locatie in de gemeente |
| BU16610140    | Finsterwolde Ganzedijk         | 180        | 33               | 32             | Locatie in de gemeente |
| BU16610150    | Verspreide huizen Finsterwolde | 530        | 3989             | 3952           | Locatie in de gemeente |
| BU16610210    | Drieborg-Centrum               | 350        | 42               | 42             | Locatie in de gemeente |
| BU16610220    | Verspreide huizen Drieborg     | 180        | 1959             | 1897           | Locatie in de gemeente |
| BU16610310    | Beerta-Centrum                 | 660        | 72               | 70             | Locatie in de gemeente |
| BU16610320    | Beerta-Nieuwbouw               | 1000       | 36               | 36             | Locatie in de gemeente |
| BU16610330    | Beerta-Centrum-West            | 400        | 15               | 15             | Locatie in de gemeente |
| BU16610340    | Verspreide huizen Beerta       | 400        | 3512             | 3386           | Locatie in de gemeente |
| BU16610410    | Nieuw-Beerta                   | 130        | 38               | 38             | Locatie in de gemeente |
| BU16610510    | Bad Nieuweschans De Bron       | 230        | 85               | 72             | Locatie in de gemeente |
| BU16610520    | Bad Nieuweschans-Centrum       | 640        | 73               | 71             | Locatie in de gemeente |
| BU16610530    | Bad Nieuweschans Nieuwbouw     | 600        | 38               | 38             | Locatie in de gemeente |